# Фоминский район
Фоминский район — административно-территориальная единица в составе Нижегородского и Горьковского краёв, Горьковской и Владимирской областей, существовавшая в 1929—1959 годах. Центр — село Фоминки.

## История
Фоминский район был образован в 1929 году в составе Муромского округа Нижегородского края. 30 июля 1930 года в связи с ликвидацией окружной системы в СССР Фоминский район перешёл в прямое подчинение Нижегородского края.
С 1936 года Фоминский район входил в Горьковскую область.
14 августа 1944 года Фоминский район был передан во Владимирскую область в составе 14 сельсоветов (Боровицкий, Быкасовский, Волчихинский, Гришинский, Захаровский, Ожиговский, Польцовский, Просьевский, Ребровский, Рождественский, Святский, Тарановский, Татаровский и Фоминский).
В 1954 году Волчихинский и Тарановский с/с вошли в Святский с/с, Боровицкий, Польцовский и Захаровский — в Красноборский с/с, Быкасовский в Рождественский с/с, Ожиговский — в Татаровский с/с, Ребровский — в Фоминский с/с.
29 июня 1959 года Фоминский район был ликвидирован. Красноборский и Татаровский сельсоветы перешли в состав Муромского района; большая часть Гришинского сельсовета в состав Вязниковсковского района; Фоминский, Просьевский, Рождественский и большая часть Святского сельсоветов — в состав Гороховецкого района.